# 刘公庙 (刘公岛)
刘公庙，位于山东省威海市环翠区刘公岛，为全国重点文物保护单位“刘公岛甲午战争纪念地”之一。现隶属中国甲午战争博物馆。

## 简介
传说在汉朝，刘公、刘母多次拯救海上遇险船民。后人为纪念刘公、刘母，在刘公岛中部阳坡上建造了刘公庙，庙内塑有刘公、刘母像。船只经过刘公岛时，船民都登岸进庙烧香。1889年，北洋大臣李鸿章和刘公岛护军统领张文宣捐款重修刘公庙。1898年，英国强租威海卫及刘公岛，废弃了刘公庙，刘公、刘母神像被英国人迁往刘公岛外的北沟村。
刘公岛上的原刘公庙遗迹仍存。1988年刘公庙作为“刘公岛甲午战争纪念地”之一被公布为全国重点文物保护单位。
现在刘公岛上还有一座刘公庙，是1994年由刘公岛管理委员会投资400多万元人民币重建，占地面积6000平方米，作为旅游景点开放。这处刘公庙位于刘公岛旅游码头以东约300米处的丁公路北侧，不在刘公庙原址。